# The Descendants – Familie und andere Angelegenheiten
The Descendants – Familie und andere Angelegenheiten (Originaltitel: The Descendants, dt.: „Die Nachkommen“) ist eine Verfilmung des Romans Mit deinen Augen von Kaui Hart Hemmings aus dem Jahr 2011. Die Hauptrolle des Dramas wird von George Clooney gespielt, Regie führt Alexander Payne. Die Filmpremiere fand am 10. September 2011 im Rahmen des Toronto International Film Festivals statt.

## Handlung
Elizabeth King, die Frau des Rechtsanwalts Matt King, hatte einen schweren Motorbootunfall und liegt seitdem im Koma. Matt, Nachfahre einer reichen hawaiischen Königstochter, wacht am Bett seiner Frau. Der Arzt erklärt ihm, dass es keine Hoffnung mehr gibt und er gemäß der Patientenverfügung von Elizabeth die lebenserhaltenden Maßnahmen einstellen muss.
Neben dieser belastenden Situation steht Matt zusammen mit seinen Verwandten gerade vor der Entscheidung, das ererbte Land seiner Familie auf Kauaʻi zu veräußern. Er ist seit dem Tod seiner Eltern der alleinige Treuhänder des Vermögens.
Matt hat zu Beginn deutliche Schwierigkeiten, sich in seine neue Rolle als alleinerziehender Vater zu finden. Seine zehnjährige Tochter Scottie stellt ihn auf die Probe, und seine 17-jährige Tochter Alexandra, die im Internat lebt, trinkt zu viel und zeigt sich abweisend gegenüber ihrem Vater. Sie suchen Elizabeths Eltern auf. Elizabeths Vater zeigt Matt überdeutlich, dass er ihn ablehnt. Er schlägt Alexandras Freund Sid ein blaues Auge, nachdem sich dieser über dessen demente Frau lustig gemacht hat, die ihre Tochter mit Königin Elizabeth verwechselt. Auch Matt kann die Gegenwart von Alexandras Freund Sid nur schwer ertragen.
Nach einem Streit mit Matt wirft Alexandra ihm vor, dass er doch nichts mitbekommen habe, nicht einmal die Affäre seiner Frau. Matt stellt Elizabeths beste Freundin und ihren Mann zur Rede. Diese bestätigen die Affäre, und der Mann verrät den Namen des Geliebten: Brian Speer. Matt und Alexandra nähern sich allmählich an; zunehmend übernimmt Alexandra Verantwortung in der verkleinerten Familie. Die beiden finden heraus, dass Brian Speer Immobilienmakler ist und am Verkauf des Landes auf Kauaʻi verdienen würde. Sie finden ihn mit seiner Frau und seinen beiden Söhnen in einem Ferienhaus auf Kauaʻi und suchen ihn gemeinsam auf. Alexandra lenkt seine Frau ab, so dass Matt ihm sagen kann, er solle sich von seiner sterbenden Geliebten verabschieden.
Kurz darauf steht das Familientreffen der Kings an, bei dem der Verkauf des Landes beschlossen werden soll. Die Familie entscheidet sich mit großer Mehrheit für den hawaiischen Bieter, wodurch auch Brian Speer profitieren würde. Doch am Ende weigert sich Matt, den Vertrag zu unterschreiben. Er möchte das paradiesische Stück Insel der Familie und der Allgemeinheit erhalten und verhindern, dass es mit Hotels, Golfplätzen und Supermärkten zugepflastert wird. Einer der Cousins kündigt ihm an, dass ihn die Familie verklagen wird.
Elizabeths Zustand wird nach dem Abschalten der Geräte immer schlechter. Matt, Scottie und Alexandra sowie der Großvater und die demente Großmutter nehmen Abschied von ihr. Matt und Alexandra ersparen ihr dabei aber nicht heftige Vorwürfe. Noch jemand nimmt Abschied von ihr – Brians Frau Julie. Nach dem Besuch der Kings habe sie ihrem Mann den Ehebruch angesehen. Zur Rede gestellt, habe er die Affäre gestanden, sich aber geweigert, sich von Elizabeth zu verabschieden. Julie wirft Elizabeth unter Tränen vor, ihre Ehe zerstört zu haben – gleichzeitig vergibt sie ihr jedoch. Matt dankt ihr und verabschiedet sich von ihr.
Nach dem Tod von Elizabeth verabschieden sich Matt und seine Töchter auf dem Meer von ihr, indem sie ihre Asche vor Waikīkī ins Wasser streuen. Eine Einstellung zeigt das Boot und die auf dem Wasser schwimmenden Leis von unten aus der „Sicht“ der Asche gewordenen Elizabeth. Zum Schluss sitzen Vater und Töchter auf dem Sofa Eis essend vor dem Fernseher, in dem Die Reise der Pinguine läuft, und decken sich gemeinsam mit dem Quilt von Elizabeths Sterbebett zu.

## Soundtracks
| Nr. | Titel                              | Interpret                     |
| --- | ---------------------------------- | ----------------------------- |
| 1.  | Ka Makani Kaʻili Aloha             | Gabby Pahinui                 |
| 2.  | Kalena Kai                         | Keola Beamer / George Winston |
| 3.  | Hiʻilawe                           | Gabby Pahinui                 |
| 4.  | ʻŪlili E                           | Dennis und David Kamakahi     |
| 5.  | Ka Loke                            | Dennis Pavao                  |
| 6.  | Auwe                               | Ray Kane                      |
| 7.  | Lēʻahi                             | Gabby Pahinui                 |
| 8.  | Hawaiian Skies                     | Jeff Peterson                 |
| 9.  | Heʻeia                             | Gabby Pahinui                 |
| 10. | ʻImi Au Ia ʻOe                     | Keola Beamer                  |
| 11. | Kauaʻi Beauty                      | Gabby Pahinui                 |
| 12. | Hiʻilawe                           | Sonny Chillingworth           |
| 13. | Wai O Ke Aniani                    | Gabby Pahinui                 |
| 14. | Paka Ua                            | Daniel Ho & Ozzie Kotani      |
| 15. | Hapuna Sunset                      | Charles Michael Brotman       |
| 16. | Deep in an Ancient Hawaiian Forest | Makana                        |
| 17. | Mom                                | Lena Machado                  |
| 18. | Ka Mele Okuʻu Puʻuwai              | Sol Hoopiiʻs Novelty Trio     |

## Kritik
„Ein bewegender, ebenso trauriger wie heiterer Film über die Neuentdeckung von Familienwerten, der eindrucksvoll die komplexe Seelenlage des Vaters beschreibt. Souverän konterkariert er Tragisches mit Komischem und findet dabei stets den richtigen Ton, um die Geschichte vor naheliegenden sentimentalen Fallen zu bewahren.“

„Vor der wunderbaren Kulisse der Strände von Hawaii inszenierte Alexander Payne […] eine wunderbare, für fünf Oscars nominierte Tragikomödie, die vor allem durch das exzellente Spiel von George Clooney meisterhaft unterhält. Mit viel sensiblem Gespür für witzige wie tragische Details im zwischenmenschlichen Zusammenleben gelingt es Payne wie bereits in seinen vorherigen Werken, seine Zuschauer schnell in den Bann der Geschichte zu ziehen.“

„Die Wahrheit, auf die hier alles hinausläuft, lautet denn auch genauso wie die in Douglas Sirks ‚Was der Himmel erlaubt‘, einem der schönsten Melodramen überhaupt. Dort heißt es: ‚Soll jeder Mensch doch nach seinem Rhythmus leben, nach der Melodie, die nur er allein vernimmt.‘ Und selig jauchzen die Hawaiigitarren.“

## Produktion
- Die Dreharbeiten auf Hawaii begannen am 15. März 2010.[10] Drehorte waren Honolulu und Kauaʻi auf Hawaii.[11] Die Postproduktion begann am 14. Juni 2010.[12]

- Die Produktionskosten lagen etwas unter 20 Millionen US-Dollar. Die Einspielergebnisse betrugen weltweit etwa 171,5 Millionen US-Dollar (in den USA 82,5 Millionen US-Dollar – Stand: 29. August 2012).[13]

## Nominierungen & Auszeichnungen (Auswahl)
Oscar 2012
| Kategorie                               | Nominierte Personen                    | Ergebnis    | Sieger der Kategorie                    |
| --------------------------------------- | -------------------------------------- | ----------- | --------------------------------------- |
| Oscar für besten Film                   | Alexander Payne, Jim Taylor, Jim Burke | verloren an | Thomas Langmann für The Artist          |
| Oscar für die beste Regie               | Alexander Payne                        | verloren an | Michel Hazanavicius für The Artist      |
| Oscar für den besten Hauptdarsteller    | George Clooney                         | verloren an | Jean Dujardin für The Artist            |
| Oscar für das beste adaptierte Drehbuch | Alexander Payne, Jim Rash, Nat Faxon   | gewonnen    | siehe vorne                             |
| Oscar für den besten Schnitt            | Kevin Tent                             | verloren an | Kirk Baxter, Angus Wall für Verblendung |

Golden Globe Awards 2012
- Auszeichnung in der Kategorie Bester Film – Drama für Jim Burke, Alexander Payne und Jim Taylor
- Nominierung in der Kategorie Beste Regie für Alexander Payne
- Nominierung in der Kategorie Bestes Filmdrehbuch für Alexander Payne, Nat Faxon und Jim Rash
- Auszeichnung in der Kategorie Bester Hauptdarsteller – Drama für George Clooney
- Nominierung in der Kategorie Beste Nebendarstellerin für Shailene Woodley

British Academy Film Awards 2012
- Nominierung in der Kategorie Bester Film für Jim Burke, Alexander Payne und Jim Taylor
- Nominierung in der Kategorie Bestes adaptiertes Drehbuch für Alexander Payne, Nat Faxon und Jim Rash
- Nominierung in der Kategorie Bester Hauptdarsteller für George Clooney

Directors Guild of America Award 2012
- Nominierung in der Kategorie Beste Regie für Alexander Payne

Writers Guild of America Award 2012
- Auszeichnung in der Kategorie Bestes adaptiertes Drehbuch für Alexander Payne, Nat Faxon und Jim Rash

Screen Actors Guild Awards 2012
- Nominierung in der Kategorie Bestes Schauspielensemble für George Clooney, Shailene Woodley, Judy Greer, Robert Forster, Matthew Lillard und Beau Bridges

Broadcast Film Critics Association Awards 2012
- Nominierung in der Kategorie Bester Film für Jim Burke, Alexander Payne und Jim Taylor
- Nominierung in der Kategorie Beste Regie für Alexander Payne
- Nominierung in der Kategorie Bestes adaptiertes Drehbuch für Alexander Payne, Nat Faxon und Jim Rash
- Auszeichnung in der Kategorie Bester Hauptdarsteller für George Clooney
- Nominierung in der Kategorie Beste Nebendarstellerin für Shailene Woodley
- Nominierung in der Kategorie Beste Jungdarsteller für Shailene Woodley
- Nominierung in der Kategorie Bestes Schauspielensemble für George Clooney, Shailene Woodley, Judy Greer, Robert Forster, Matthew Lillard und Beau Bridges

Young Artist Awards 2012
- Auszeichnung in der Kategorie Beste Schauspielerin in einem Spielfilm – zehn Jahre oder jünger für Amara Miller

Die Deutsche Film- und Medienbewertung FBW in Wiesbaden verlieh dem Film das Prädikat besonders wertvoll.